# إدريس بن الكوري
إدريس بن الكوري الشرادي (ولد في فاس) هو قائد وسياسي وأحد الشخصيات المغربية التي كان لها تأثير في تاريخ المغرب من نهاية القرن التاسع عشر حتى بداية القرن العشرين، عُين قائداً للدفاع عن الصحراء الشرقية[بحاجة لمصدر] في وجه الاعتداءات الفرنسية، من قبل السلطان الحسن الأول سنة 1886 على أقاليم توات وتيديكلت، وهي مناطق صحراوية⁩ ⁧مغربية[وفقًا لِمَن؟]⁩ ضمتها فرنسا الى ⁧الجزائر⁩، قاوم الاستعمار الفرنسي لعدة سنوات إلى ان اعتقلته السلطات الفرنسية عام 1900 في معركة إينغر بمدينة عين صالح.

## معركة إينغر
تعتبر سنة 1900 بداية الزحف الفرنسي على منطقة واحات توات والساورة، طلب الباشا إدريس الشرادي من القبائل المجاورة كل شخص لديه القدرة على حمل السلاح لينظم جيشاً يقدر بحوالي 1300، محاولاً به منع تقدم جيش الاستعمار الفرنسي من دخول الأراضي الجزائرية، ولكن رغم المعارك التي حدثت هناك، دخل الجيش الفرنسي مدينة عين صالح في 19 مارس 1900، والتي قُتل فيها حوالي 600 شخص، كان من بينهم العديد من الأطفال والنساء، وألقي القبض على 450 شخصاً، وكان منهم الباشا إدريس بن الكوري.

## أنظر أيضا
- توات
- تيديكلت
- عين صالح
- تافيلالت